# Yitshak Ehrenberg
Chaim Yitshak Ehrenberg (* 10. Februar 1950 in Jerusalem, Israel) ist ein orthodoxer Rabbiner in Berlin.

## Leben
Ehrenberg ist der Sohn einer chassidischen Familie, die in der 7. Generation in Israel lebt. Im Alter von fünf Jahren zog er mit seiner Familie von Jaffa nach Bne'i Braq. Nach seiner Bar-Mitzwa lernte er an der Jeschiwa Hasharon, um im Alter von 16 Jahren auf die Jeschiwa Harey Yehuda im Moschaw Bet Meir zu gehen. Im Jahr 1975, nach fünfjährigem Studienprogramm und Lehrtätigkeit an einer talmudischen Institution in Aschkelon, erhielt Ehrenberg vom dortigen Oberrabbiner Rabbi Yosef Chaim Blau die Smicha. Danach kehrte er im Jahr 1975 an die Harey Yehuda in Beit Meir zurück, um dort Lehrer zu werden. Während dieser Zeit nahm er auch zusammen mit Rabbi Zwi Kahana eine aktive Rolle in der Verwaltung der Jeschiwa ein.
Im Jahr 1983 zog Rabbiner Ehrenberg nach Wien, Österreich, wo er in einer Misrachi-Gemeinde als Rabbiner tätig war. 1989 ging die Familie nach Deutschland, dort war Ehrenberg zuerst  Rabbiner der Kultusgemeinde in München, von 1997 bis 2016 war Ehrenberg Gemeinderabbiner der Einheitsgemeinde in Berlin und zuständig für die aschkenasisch-orthodoxe Synagoge in der Joachimsthaler Straße  wurde. In dieser Funktion betreute er dort auch Mikwe, Gebete, Schabbatot etc. Stand März 2017 ist er dort noch ehrenamtlich tätig.
Ehrenberg ist Mitglied im ständigen Ausschuss der orthodoxen Europäischen Rabbinerkonferenz. Im Jahr 2003 war Ehrenberg Mitbegründer der ORD (Orthodoxe Rabbinerkonferenz Deutschland), von deren Gründung bis 2010 war er auch ihr Vorsitzender.
Seine Ehefrau Nechama Ehrenberg, mit der er seit 1970 verheiratet ist, ist die Tochter seines Mentors Rabbi Zwi Kahana (1922–1996).